# Eisenbahntestring Antequera
Der Eisenbahntestring Antequera (spanisch Centro de ensayos de alta tecnología ferroviaria de Antequera) war eine geplante Eisenbahnversuchsanlage nahe der südspanischen Stadt Antequera. Nach Angaben der spanischen Regierung sollte die Anlage nach ihrer Realisierung die größte ihrer Art sein. Die Bauarbeiten sollten ursprünglich 2011 beginnen und vier Jahre dauern. Die privatwirtschaftliche Beteiligung in Form einer Public-Private-Partnership wurden jedoch erst im Sommer 2013 ausgeschrieben.
Für die Anlage sollten drei Testringe entstehen:
- Ring 1 mit einer Länge von 55 Kilometer, darunter einer Geraden von neun Kilometer Länge, der Tests von Hochgeschwindigkeitszügen mit einer Geschwindigkeit von bis zu 520 km/h erlauben sollte (andere Quellen nannten eine Höchstgeschwindigkeit von 450 km/h[3]). Der Ring sollte in Normalspur ausgeführt werden.[1]
- Ring 2 mit einer Länge von 20 Kilometern sollte Geschwindigkeiten von bis zu 220 km/h erlauben. Er sollte ein Dreischienengleis in Normalspur und iberischer Breitspur erhalten.[1]
- Ring 3 mit einer Länge von fünf Kilometern sollte dem Test von Nahverkehrszügen dienen.[1]

Bauherr der Anlage war der spanische Eisenbahninfrastrukturbetreiber Adif. Die Höhe der Investitionen wurde auf 344 Millionen Euro beziffert. Eine Bürgerinitiative organisierte Proteste gegen das Vorhaben.
Auf die Ausschreibung von 2013 gingen keine Gebote aus der Privatwirtschaft ein; nach Ansicht der Europäischen Kommission besteht derzeit kein Interesse an der Entwicklung von Hochgeschwindigkeitsfahrzeugen mit einer Spitzengeschwindigkeit von 520 km/h. Mit dem Auslaufen des europäischen Förderzeitraums Ende 2015 wurde das Projekt eingestellt. 2016 forderte die Europäische Kommission die spanische Regierung auf, die bereits gewährten Zuschüsse aus staatlichen und europäischen Mitteln in Höhe von 140,7 Mio. € zurückzurufen, da der Zuschuss nicht mit dem Gemeinschaftsrecht vereinbar gewesen sei.